# Arquivo Público do Estado da Bahia
O Arquivo Público do Estado da Bahia (APEB) é a mais importante entidade arquivística do estado brasileiro da Bahia.
Atualmente cercam de 500 pesquisadores são recebidos no APEB por mês.
Está localizado no Solar da Quinta do Tanque, prédio integrante do patrimônio histórico e arquitetônico da capital baiana e originalmente local de pouso dos jesuítas, erguido ainda no século XVI e pertencente a esta ordem até sua expulsão do Brasil, em 1759.

## Histórico
Fundado em 16 de janeiro de 1890, por Ato do então governador da Bahia, Manoel Victorino Pereira, funcionou em outros locais até sua transferência, em definitivo, para o bairro de Quintas, em 1980, com endereço à Ladeira de Quintas.
Foi transformado em fundação pública pela Lei 4.662 de 29 de abril de 1986, que o estruturou em quatro coordenadorias: Coordenação Operacional, Coordenação de Arquivos Intermediários, Coordenação de Arquivo Permanente e Coordenação de Arquivos Municipais.
O órgão em si foi extinto pela lei 8538 de 20 de dezembro de 2002 e suas atividades transferidas para a Fundação Pedro Calmon - Centro de Memória e Arquivo Público da Bahia, à qual o Arquivo ficou subordinado na forma de Diretoria do Arquivo Público do Estado da Bahia.

## Acervo
Além de importantes documentos históricos da Bahia, compõem o acervo Documental os Arquivos Permanentes e os Temporários.
As Seções do acervo permanente compreendem documentos divididos por temas e períodos:
- Seção Colonial - Provincial - com importantes documentos, como os autos referentes à Conjuração Baiana.
- Seção de Arquivos Judiciários - com os processos ocorridos na capital e em outros municípios baianos, com destaque para a cidade de Caetité.
- Seção de Arquivos Republicanos - Referentes à administração pública, e aos poderes Executivo e Legislativo, e ainda periódicos.
- Seção Fazendária - Alfandegária - Reúne documentos relativos a questões econômicas, fiscais e aduaneiras entre os séculos XVIII e XX, e ainda referentes a arrecadação e outros.
- Seção de Arquivos Privados - abriga documentos referentes a personalidades de destaque Bahia, a exemplo de Wanderley Pinho, Góis Calmon, Marieta Alves além de fotografias da cidade do Salvador e arquivo referente ao Empório Industrial do Norte (antiga fábrica Luís Tarquínio).